# Ел Ринкон (Конето де Комонфорт)
Ел Ринкон (шп. El Rincón) насеље је у Мексику у савезној држави Дуранго у општини Конето де Комонфорт. Насеље се налази на надморској висини од 2080 м.

## Становништво
Према подацима из 2005. године у насељу је живело 9 становника.

### Хронологија
| Година       | 2000       | 2005 |
| ------------ | ---------- | ---- |
| Становништво | 12 (3 / 9) | 9    |

### Попис
| # | Индикатор                        | Вредност |
| - | -------------------------------- | -------- |
| 1 | Укупно појединачних домаћинстава | 2        |